# Acacia pluricapitata
Acacia pluricapitata är en ärtväxtart som beskrevs av George Bentham. Acacia pluricapitata ingår i släktet akacior, och familjen ärtväxter. IUCN kategoriserar arten globalt som livskraftig. Inga underarter finns listade i Catalogue of Life.